# 布熱茨拉夫縣

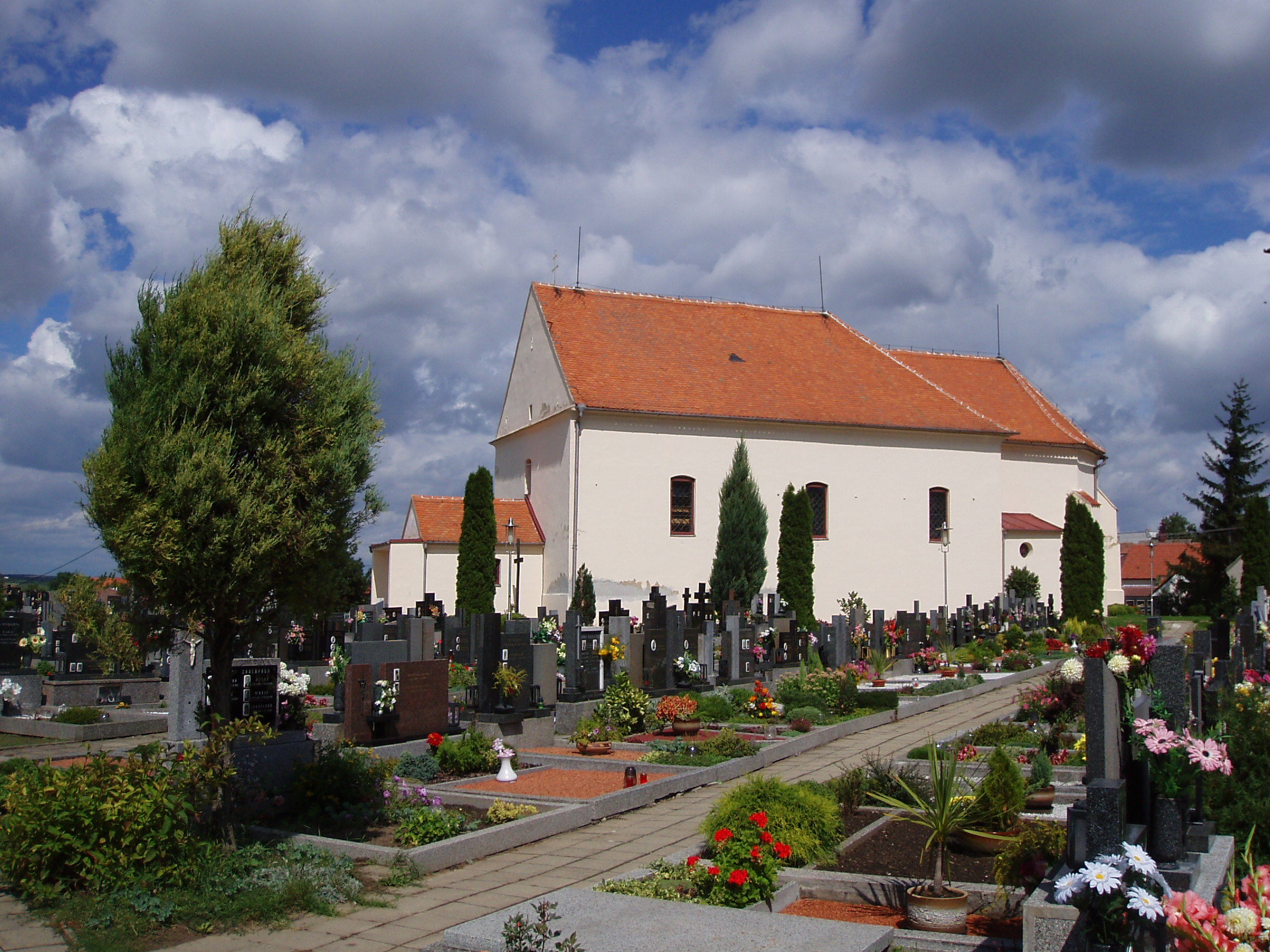

48°45′29″N 16°53′16″E / 48.75806°N 16.88778°E
布熱茨拉夫縣（捷克語：Okres Břeclav），是捷克的縣份，位於該國東南部，由南摩拉維亞州負責管轄，首府設於布熱茨拉夫，面積1,049平方公里，2007年人口114,148，人口密度每平方公里109人。